# Marina Albiol
Pour les articles homonymes, voir Albiol.
Marina Albiol (née le 15 décembre 1982 à Grao de Castellón) est une femme politique espagnole membre de la Gauche unie (IU).

## Biographie
Lors des élections européennes de 2014, candidate de La Gauche plurielle, elle est élue au Parlement européen, où elle siège au sein de la Gauche unitaire européenne/Gauche verte nordique.